# Academia Militarizada México
La Academia Militarizada México fue fundada en 1942 por el general J. Félix Bañuelos, luego de su aprobación por el entonces presidente Manuel Ávila en diciembre de 1941, inicia su primer ciclo escolar siguiendo planes de estudio y programas de la Secretaria de Educación Pública, la Universidad Nacional Autónoma de México y autorizada en su funcionamiento por la Secretaria de la Defensa Nacional, siendo su primera sede el hermoso palacete de la familia Buch y Escandon, su dirección original fue en la calle del Parque Lira n.º 100, en el barrio de Tacubaya en la Ciudad de México, contando en ese entonces con 55,000 m² de terreno. Cerró en 2006.

## Historia
Durante 64 años de historia de ésta singular institución nunca cambió de sede, sin embargo a mediados de la década de los cincuenta y siendo el presidente en turno el C. Adolfo Ruíz Cortines quien en el afán de modernizar y dar una mejor vialidad a la Ciudad de México, obligó a reducir su espacio ya que en parte de lo que fueran los jardines (bosque) de la residencia,fue construido un parque (Cartagena) y un mercado con el mismo nombre, provocando un cambio obligado de domicilio, el original en Av. Parque Lira 100 y posteriormente, a la calle de Arq. Carlos M.Lazo n.º 21. Aunque realmente siguió estando en el mismo sitio, ésta se vio afectada en sus dimensiones ya que prácticamente fue reducida a la mitad de su terreno original y ahí continuó hasta su cierre en el año de 2006, alma mater forjadora de prestigiados profesionistas y gente con mucho valor que ha contribuido valiosamente al desarrollo y bienestar de la Sociedad Mexicana.
El plantel tendría que afrontar otro cambio en sus instalaciones ya que en la noche del 10 de agosto de 1962, un incendio de grandes dimensiones acabó con la parte alta del Palacete Buck y Escandón, donde se encontraba el dormitorio del internado y gran parte de las oficinas de la Escuela. Cabe mencionar que esta edificación desde su inicio fue bautizada por los propios cadetes como el " Castillo " y se convirtió en un emblema para la Institución.
Inmediatamente se procedió a la construcción de las nuevas instalaciones del Internado así como las nuevas oficinas, el " Castillo " fue evacuado y nunca más se volvió a ocupar, fue en la década de los 70 cuando fue demolida para dar lugar a una Distribuidora Automotriz.
Con la desaparición de este edificio no solo la Academia Militarizada perdió parte de su historia, sino también el Barrio de Tacubaya ya que dicho Palacete fue considerado uno de los edificios más famosos y emblemáticos que engalanaban a tan prestigiado Barrio, el cual fue calificado a principios del siglo XX superior a Coyacán y San Ángel.
El profesorado con que inició en aquel 1942:
Ing. Rodolfo Perea, Lic. Alfonso Noriega Jr., Lic. Fernando Sodi Pallares, Arq. Francisco Zenteno, Lic. Juan Sánchez Navarro, Ing. Rafael Rosell de la Lama, Lic. Antonio G. Mariscal, Profesor José Torres Torrija, Dr. Jorge Lara, Profesor José Macouzet, Profesor Manuel González Montesinos, Profesor Ignacio Gómez, Dr. Luis Lara Méndoza, toda una pléyade de personajes.
Fue la segunda Academia Militar Privada con servicio de internado en la República Mexicana, y de las contadas escuelas particulares con pase directo a la U.N.A.M. y que mediante la instrucción militar impartida, coadyuvó a formar un carácter fuerte y decidido en sus cadetes, a los cuales también se les inculcaba un gran respeto hacia sus semejantes así como amor a la Patria y a todos los valores que la representan.
Esta escuela muy pronto adquirió un prestigio académico que la llegó a ubicar dentro de las mejores y reconocidas escuelas en la República Mexicana, hecho que originó que muchos personajes de la Milicia y de La Política Mexicana, escogieran a ésta Institución para formar a sus hijos.
Entre las actividades militares que se impartían destacan: Maniobras militares en campo abierto, caminatas, prácticas de tiro y actividades inherentes a la instrucción militar.
El Plantel estaba conformado por una Banda de Guerra, Escoltas de Bandera y Banderín, Compañías,una sección de Policía Militar y Estado Mayor conformado por Cadetes Oficiales. Cabría destacar que en sus mejores momentos, la Academia Militarizada llegó a contar con siete Compañías de las cuales cinco manejaban armamento, las tres primeras armadas con (mosquetón 7 mm.) y las dos siguientes con (carabina de caballería), ambas armas reglamentarias en el Ejército Mexicano. En la Escuela se realizaban ceremonias y eventos propios de la entidad tales como; la incineración de Bandera que se celebraba cada tres años con el fin de iniciar un nuevo ciclo el cual debía comenzar con un nuevo Lábaro. También y tal como lo marca el reglamento militar todos los días se izaba la Bandera en la mañana al comienzo de las actividades y se arriaba al término de las mismas,así mismo se llevaba a cabo la ceremonia de Jura de Bandera, servicios constantes a la Presidencia de la República para hacer vallas, o escoltar a personajes de la Política Nacional e Internacional. Por supuesto la AMM participó de manera destacada en ceremonias llevadas a cabo en diferentes Estados de la República y principalmente en desfiles y eventos conmemorativos de las fiestas Patrias, del 13 y 16 de septiembre, siendo este último en donde los cadetes siempre asistieron puntualmente, luciendo orgullosamente el inconfundible Uniforme de Gala, Guinda Gris y Oro, que los distinguió durante 64 años de permanencia entre las Academias y Escuelas Militares de México.
Ya para los años 50s la Academia había alcanzado un merecido prestigio, académico, deportivo y militar, incluso se creó un equipo de football americano, al que se le bautizó con el nombre de "Tigres de Tacubaya" que hizo historia a finales de los años 50s y principios de los 60s, cuando alcanzó el título de campeones de la liga Nacional y subcampeones en el siguiente año.
El equipo de football americano, "Tigres de Tacubaya", fue dirigido por el gran deportista Anastasio "Látigo" Gerner, quién marcó la pauta en este equipo para convertirlo en Campeón de Liga. El "Látigo" Gerner, fue reconocido como uno de los mejores y más grandes jugadores en la Historia del football americano en México.
Cabe destacar que dentro de los muchos personajes importantes con los que contó la Academia Militarizada, se encuentra el Pionero y miembro Fundador de la misma el C. Dr. Guillermo Ruelas Espinoza quien por más de cuatro décadas fungiera como director general del Plantel. Como dato curioso el Dr. Ruelas, no pertenecía a ningún sector de la milicia pero la Secretaría de la Defensa Nacional, lo habilitó con el Grado de Primer Comandante de cadetes, de un extenso curriculum fue distinguido con diversos reconocimientos, incluso se le llegó a mencionar como posible Secretario de Salubridad y Asistencia durante el Gobierno del Presidente Gustavo Diáz Ordaz, era un caballero en toda la extensión de la palabra, persona muy querida y respetada por el alumnado y siempre luchó con ahínco por el prestigio de la Institución.
También la escuela contó con algunos personajes claves dentro de la instrucción disciplinaria tales como, el teniente coronel de Infantería, Jesús García Martínez, (su último grado antes de morir) un militar serio y conocedor del oficio militar, quien por más de tres décadas tuvo a su cargo la Jefatura de Instrucción y Disciplina de la Academia.
Otro pilar de la Institución, fue sin lugar a duda, el teniente de Infantería, Sigifredo Córdoba Martínez, quien se incorpora a la Academia en los años 60s y que vino a reforzar con su muy particular forma de ser, el trabajo que venía realizando el teniente coronel García. Cabría destacar que el teniente Córdoba, fue un gladiador incansable dentro del ámbito disciplinario y logró inculcar al cuerpo de cadetes el respeto al uniforme y a los valores Patrios, un hombre de lucha, leal a la Institución y a sus principios.
Otro personaje no menos valioso, fue el Teniente de Infantería, Gregorio Flores Teodora, un extracto de la tropa, y que fue reconocido a nivel Nacional como uno de los mejores cornetas de su época. Él se incorporó a la Academia en los años 60s y tomó la Tutoría de la Banda de Guerra dándole un toque especial muy a su estilo, logrando armar la más grande y mejor Banda que haya dado la Academia Militarizada en su Historia.(A este personaje se le atribuye la autoría de varias marchas militares que hoy en día siguen interpretando muchas de las Bandas de Guerra diseminadas por todo el territorio Nacional). Esta Banda estuvo catalogada por varios años como una de las mejores Bandas de Guerra adscritas a la Milicia a nivel Nacional, alcanzando sus mejores momentos entre los años de 1965 y 1968; logrando ser distinguida como la mejor Banda en el desfile del 16 de septiembre de 1966.
Muchos fueron los militares que formaron parte de la Historia de la Academia Militarizada México, tanto en el ámbito académico y militar, inculcando a los cadetes la disciplina y amor a la Patria. Todos ellos en su momento dejaron una huella indeleble que fue pasando de generación en generación hasta convertirse algunos de ellos en auténtica leyenda.
La "Academia Militar México" su nombre original al ser fundada, cerró sus puertas para siempre en el año 2006; como dato adicional y a la vez relevante, se podría precisar a ésta Institución como la primera y última escuela Militarizada Privada, que contó con armamento en la República Mexicana, adscrita a la Secretaría de la Defensa Nacional y regida por un reglamento militar. 
El primer lema fue "Una Institución al Servicio de la Patria". El exhorto de la Academia Militarizada México es "Tradición, Disciplina y Honor"